# Casa Museo Santiago Antúnez de Mayolo
La Casa Museo Sabio Santiago Antúnez de Mayolo es una casa museo ubicada en Aija, departamento de Áncash (Perú). La vivienda convertida en museo es una casona republicana que fue habitada por Santiago Antúnez de Mayolo, ingeniero, físico y matemático peruano. El museo conserva su biblioteca, y en una sala se exhiben su colección fotográfica, así como sus obras y proyectos.